# Melanthia inquinata
Melanthia inquinata là một loài bướm đêm trong họ Geometridae.